# Acueducto del Gier
El Acueducto del Gier (en francés: Aqueduc du Gier) es un antiguo acueducto romano, probablemente construido en el siglo I después de cristo para proporcionar agua a Lugdunum (Lyon), en lo que hoy es el este de Francia. Es el más largo y mejor conservado de los cuatro acueductos romanos, sirvió a la creciente capital de la provincia romana de Gallia Lugdunensis. Llevaba su agua de la fuente del Gier, un pequeño afluente del Ródano, en las laderas del Mont Pilat, 42 km (26 millas) al sur-oeste de Lyon. Siguiendo un camino sinuoso, con 85 km (53 millas) el acueducto del Gier es el más largo conocido de los acueductos romanos. Su ruta ha disminuido, quedando numerosos restos. Dejando las tierras altas del macizo del Pilat, en el departamento del Loira, el acueducto atraviesa el departamento del Ródano, pasando por Mornant, Orliénas, Chaponost y Sainte-Foy-lès-Lyon para terminar en Lyon.